# Comuna Jovtneve, Ustînivka
Jovtneve (în ucraineană Жовтневе) este o comună în raionul Ustînivka, regiunea Kirovohrad, Ucraina, formată din satele Jovtneve (reședința) și Novokîiivka.

## Demografie
Componența lingvistică a comunei Jovtneve
     Ucraineană (97,77%)
     Rusă (2,06%)
     Alte limbi (0,17%)
Conform recensământului din 2001, majoritatea populației comunei Jovtneve era vorbitoare de ucraineană (97,77%), existând în minoritate și vorbitori de rusă (2,06%).